# Pilley's Island
Pilley's Island est une ville de Terre-Neuve-et-Labrador au Canada. Elle est située sur la route 380.